# Isslag
Isslag er et fænomen, der opstår, når underafkølet regn rammer jorden og straks omdannes til is. På denne måde indkapsler regnen på meget kort tid alt den rammer i et jævnt lag is, hvilket kan give ekstremt glat føre; dette lag omtales ofte, til nogen forvirring, som et islag (for forklaring om islag se Frysende våde vejbaner). Isslag staves derfor ofte fejlagtigt islag, da folk forveksler det med dette lag af is. Der er dog tale om slag af is, fordi de underafkølede vanddråber straks ved overfladekontakt bliver til is, derfor isslag.

## Forklaring
Den underafkølede regn opstår, når der i en ellers frysende kold atmosfære findes et varmt lag i få hundrede meters højde med temperaturer over frysepunktet. Nedbøren forlader skyerne som sne, men smelter i det varmere luftlag og danner herefter regn. Når regnen forlader det varmere luftlag igen, bliver det nu underafkølet til en temperatur under 0 grader, men når ikke at fryse til iskorn (frosne regndråber) eller kornsne (frosne finregndråber) før den rammer jorden, men fryser straks til is ved anslag og danner en hård, ekstremt glat overflade overalt.

## Fænomenet i Danmark
I Danmark er fænomenet isslag relativt almindeligt som oftest i senvinteren, og forekommer et par gange om året. Vi får i Danmark typisk isslag, når en varmfront om vinteren passerer ind i Danmark fra sydvest. Den varme luft lægger sig højere, mens den kolde luft i nogen tid forbliver ved jordoverfladen. Dette skaber den usædvanlige situation, at der i en kortere periode er koldere ved jorden end højere oppe, og hvis der nu begynder at falde nedbør er betingelserne for isslag til stede.
Da isslag forekommer i forbindelse med en passerende varmefront er fænomenet heldigvis relativt kortvarigt, da isen efter varmefrontens endelige indmarch hurtigt smelter igen. I visse sjældne situationer kan fronten dog vende sig igen til fordel for koldere østenvind, der holder temperaturen under 0 grader. Isen kan derefter blive liggende, til stor fare og gene for alle, der bevæger sig ud.

## Problemer i forbindelse med isslag
Isslag skaber langt større problemer end andre typer nedbør. Det glatte lag af is der dækker alle overflader – f.eks. på veje, træer og elledninger – gør det ualmindeligt svært at bevæge sig rundt på gader og veje, og er dermed til stor fare for alle slags trafikanter. Al færdsel frarådes derfor som oftest stærkt af myndighederne.
I forbindelse med isslag ser man ofte strømsvigt som følge af, at el-ledningerne bliver tynget af den enorme vægt fra isen, der er flere gange større end den tilsvarende vægt fra eksempelvis sne. El-ledningerne kan ofte risikere at bryde sammen under isens vægt.